# Coquillettomyia triradiata
Coquillettomyia triradiata är en tvåvingeart som beskrevs av Dali Chandra 1993. Coquillettomyia triradiata ingår i släktet Coquillettomyia och familjen gallmyggor.
Artens utbredningsområde är Maharashtra (Indien). Inga underarter finns listade i Catalogue of Life.